# Ivan Starkov
Ivan Evgen'evič Starkov (in russo Иван Евгеньевич Старков?; Barnaul, 10 gennaio 1986) è un ex calciatore russo, di ruolo centrocampista o ala.